# Blade Runner 2049
Blade Runner 2049 és una pel·lícula estatunidenca de ciència-ficció dirigida per Denis Villeneuve i escrit per Hampton Fancher i Michael Green. És la seqüela de Blade Runner (1982), i hi actuen les estrelles Ryan Gosling i Harrison Ford, que recupera el seu rol de Rick Deckard, amb Dave Bautista, Ana de Armas, Mackenzie Davis, Sylvia Hoeks, Lennie James, Carla Juri, Robin Wright i Jared Leto en papers secundaris. La pel·lícula es va estrenar el 3 d'octubre de 2017, en 2D, 3D i IMAX. S'ha subtitulat al català.

## Premissa
El 2049, 30 anys després dels esdeveniments de Blade Runner, els humans amb bioenginyeria coneguts com a replicants són esclaus. K (abreviatura de número de sèrie, KD6-3.7), un replicant del Nexus-9, treballa per al Departament de Policia de Los Angeles (LAPD) com a "Blade Runner", un oficial que caça i "retira" (mata) replicants canalla, i descobreix un secret obscur que podria dur la humanitat a la seva fi. El descobriment el condueix fins a en Rick Deckard, un antic blade runner que va desaparèixer trenta anys enrere.

## Possible seqüela
El setembre de 2015, Ridley Scott va expressar interès en fer noves pel·lícules de la saga. L'octubre de 2017, Villenueve va declarar que esperava una tercera pel·lícula si 2049 tenia èxit. Hampton Fancher, el guionista de Blade Runner i Blade Runner 2049, va revelar que estava considerant recuperar una antiga història que involucrés un viatge de Deckard a un altre país.